# سردراداره بنادروکشتیرانی
سردراداره بنادروکشتیرانی مربوط به دوره پهلوی است و در بندرانزلی، میدان گمرک واقع شده و این اثر در تاریخ ۱ مهر ۱۳۸۲ با شمارهٔ ثبت ۱۰۴۳۹ به‌عنوان یکی از آثار ملی ایران به ثبت رسیده است.